# Cicurina chengkou
Espèce
Cicurina chengkou est une espèce d'araignées aranéomorphes de la famille des Cicurinidae.

## Distribution
Cette espèce est endémique de Chongqing en Chine,. Elle se rencontre dans le xian de Chengkou.

## Description
Le mâle holotype mesure 4,02 mm et la femelle paratype 3,51 mm.

## Systématique et taxinomie
Cette espèce a été décrite par Wang, Mu, Yang et Zhang en 2024.

## Étymologie
Son nom d'espèce lui a été donné en référence au lieu de sa découverte, le xian de Chengkou.

## Publication originale
- Wang, Mu, Yang & Zhang, 2024 : « Diversity of spiders in Daba Mountain National Nature Reserve, Chongqing, China (I), three new Cicurina species of Cicurinidae (Araneae). » ZooKeys, vol. 1219, p. 61-72 (texte intégral).